# Elements (Atheist)
Pour les articles homonymes, voir Elements.
Albums de Atheist
Unquestionable Presence
(1991)
Elements est le troisième et dernier album du groupe de death metal Atheist. Sorti en 1993, Atheist a une sonorité et des harmonies plus proches du jazz que sur les albums précédents. Cependant, cet album reste très technique et surtout il exprime quelque chose de fort oscillant constamment entre metal et jazz.

## Musiciens
- Kelly Shaefer : chant, guitare
- Rand Burkey : guitare
- Frank Emmi : guitare
- Tony Choy : basse
- Josh Greenbaum : batterie

## Liste des titres
1. Green (3:21)
2. Water (4:27)
3. Samba Briza (1:57)
4. Air (5:32)
5. Displacement (1:23)
6. Animal (4:10)
7. Mineral (4:32)
8. Fire (4:36)
9. Fractal Point (0:43)
10. Earth (3:41)
11. See You Again (1:16)
12. Elements (5:35)